# Stop loss
Las órdenes Stop Loss (órdenes de corte de pérdidas) son órdenes de compra o venta de valores cotizados en Bolsa condicionadas a que se alcance un precio determinado (precio de disparo de la orden o precio al cual se ejecuta la orden). Este precio lo fija el inversor de antemano y puede ser un valor fijo (orden Stop Loss) o variable (orden Stop Dinámico).
Estas órdenes son cada vez más utilizadas en los mercados financieros, dado que permiten asumir más riesgo de inversión con seguridad. Con una inversión realizada y con un Stop Loss concreto, si vienen mal dadas, la inversión se venderá por sí sola, cortando la posibilidad de mayores pérdidas para el inversor.